# Classe Song
Tipo 039 (designazione cinese: S20 o anche classe Wuhan-C) è il nome con la quale è conosciuta una classe di sottomarini da attacco in servizio e largamente utilizzati dalla Marina dell'Esercito Popolare di Liberazione della Repubblica Popolare Cinese. Il suo nome deriva dalla dinastia Song.

## Propulsione
I motori dei quali sono dotate le unità sono di costruzione della azienda tedesca MTU. Attualmente questa classe sarebbe oggetto di aggiornamenti al sistema di propulsione che verrebbe progressivamente aggiornato ad un impianto di tipo AIP (Air-independent propulsion: le cosiddette "celle a combustibile")

## Armamento

### Missili
I battelli non sono dotati di missili balistici, essendo sottomarini d'attacco. Sono state fatte invece prove per lanciare missili antinave YJ-82, ma i test effettuati negli anni novanta non hanno dato risultati soddisfacenti.

### Siluri
Le unità sono dotate di 6 tubi lanciasiluri da 21" (533 mm), dai quali possono sparare anche i missili YJ-8.

## Elettronica di bordo

### Sonar
I battelli montano un sonar attivo TSM 2225 di costruzione francese (Thomson), ed un sonar conforme passivo laterale di costruzione locale.
È montato a prua dello scafo e funziona in modalità passiva e attiva. È usato sia per la ricerca che per mirare a un bersaglio.

## Storia
I battelli costruiti fino ad oggi dovrebbero essere tra 10 e 20, e dovrebbero diventare comunque 20 entro il 2010.
Unità della Classe Song della People's Liberation Army Navy
| People's Liberation Army Navy - Classe Song | People's Liberation Army Navy - Classe Song | People's Liberation Army Navy - Classe Song | People's Liberation Army Navy - Classe Song | People's Liberation Army Navy - Classe Song |
| Matricola                                   | Nome                                        | Cantiere                                    | Entrata in servizio                         | Destino finale                              |
| ------------------------------------------- | ------------------------------------------- | ------------------------------------------- | ------------------------------------------- | ------------------------------------------- |
| 20                                          |                                             |                                             | 25 maggio 1994                              |                                             |
| 314                                         |                                             |                                             |                                             |                                             |
| 315                                         |                                             |                                             |                                             |                                             |
| 316                                         |                                             |                                             |                                             |                                             |
| 321                                         |                                             |                                             |                                             |                                             |
| 322                                         |                                             |                                             |                                             |                                             |
| 323                                         |                                             |                                             |                                             |                                             |
| 324                                         |                                             |                                             |                                             |                                             |

## Servizio
In questo momento, la classe Song è la più moderna classe di sottomarini convenzionali in dotazione alla PLAN; vi sono 3 unità in servizio a tutto il 2003 e altre 2 in costruzione.